# Teatro Carrera (Guatemala)
El Teatro Carrera -llamado Teatro Colón después de la Reforma Liberal- era un majestuoso teatro con estilo helénico que fue construido por el presidente Capitán General Rafael Carrera y Turcios.  El teatro estaba localizado en la Plaza Vieja y luego de la Revolución de 1871 fue llamado Teatro Nacional; a finales del gobierno del general Manuel Lisandro Barillas Bercián el teatro fue remodelado para celebrar el cuarto centenario del Descubrimiento de América.  El edificio fue severamente dañado en 1917-18 por los terremotos de esos años y finalmente demolido en 1923.

## Construcción

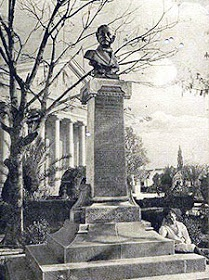
Busto de José Batres Montúfar instalado en el remodelado Teatro Colón en 1892.

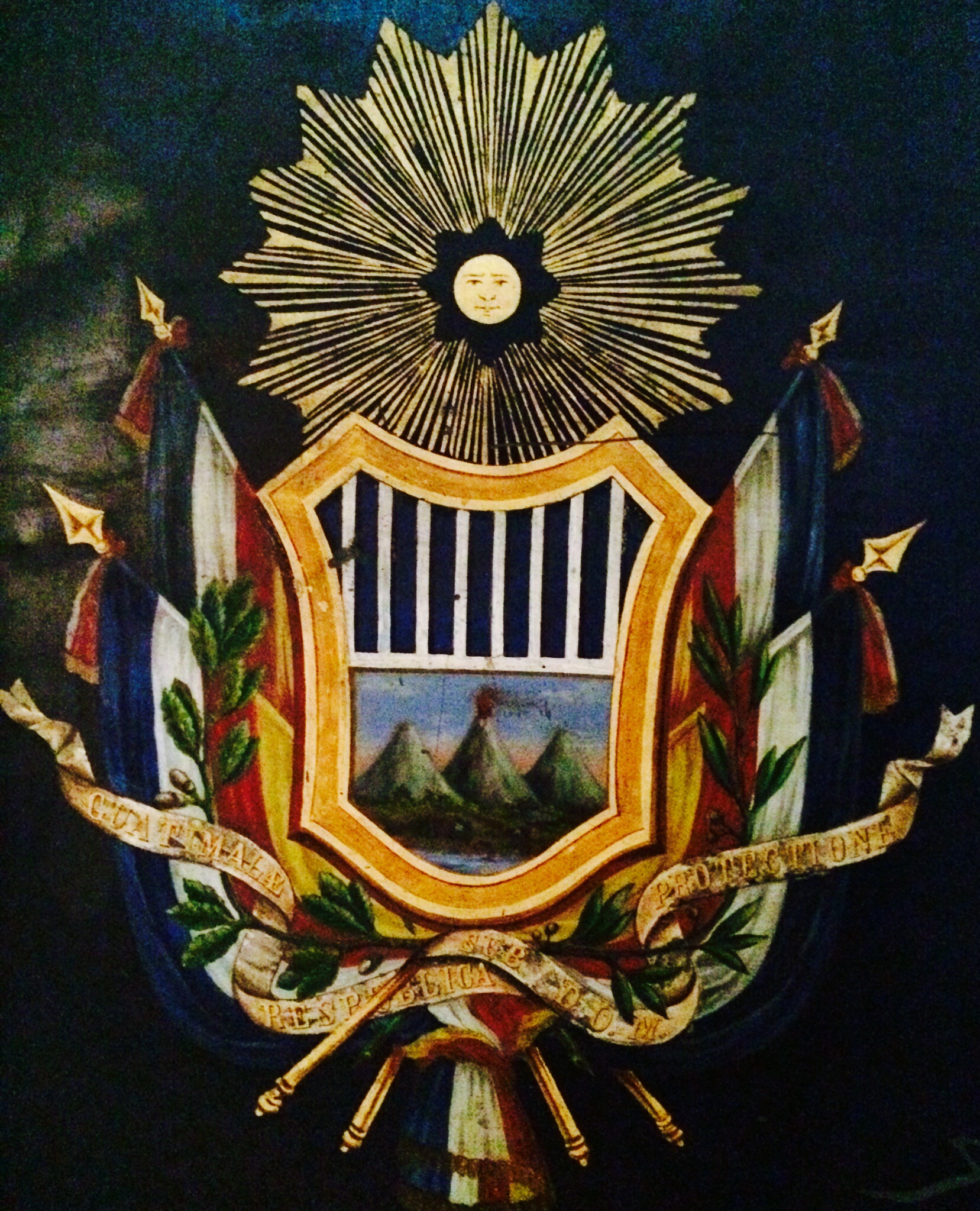
Escudo de la República de Guatemala entre 1858 y 1871. Una réplica tallada en mármol se encontraba en el frontispicio del Teatro Carrera.

Gran aficionado a la ópera y a instancias de su amante Josefa Silva -que era actriz y cantante profesional- el capitán general Rafael Carrera mandó a construir un majestuoso Teatro Nacional que fue nombrado en su honor como «Teatro Carrera», ubicado en la Plaza Vieja. Dicha Plaza Vieja era un sitio ubicado hacia el nororiente de la Ciudad de Guatemala y que en 1776 abrigara la piedra fundadora de la Nueva Guatemala de la Asunción luego de celebrado el primer cabildo y firmada el acta de asentamiento, el 2 de enero de aquel año. Se había elegido este lugar para que fuera la Plaza Mayor de la nueva ciudad, reservándose junto a ella espacios para la construcción del Palacio Arzobispal y la Catedral, así como para la edificación, en los alrededores, de los solares para las familias del Clan Aycinena, ya que don Fermín de Aycinena, primer patriarca del clan, había colaborado sobremanera con los gastos del traslado.
Debido a las alteraciones en el diseño del plano del trazo de la ciudad, realizadas por los Arquitectos Reales de la corona española, la plaza mayor se tuvo que trasladar hacia el poniente, aunque ya se habían terminado de construir en 1791 el Palacio Arzobispal que sirvió de residencia del arzobispo Fray Ramón Casaus y Torres y la iglesia de Santa Rosa, que funcionó provisoriamente como Catedral entre 1787 y 1815. Al trasladarse definitivamente a su nuevo solar la Plaza Mayor, el sitio original pasó a ser conocido como la Plaza Vieja, y siguió sirviendo como parque, estaba rodeada de una banca que hacía también las veces de baranda, y cinco grandes puertas de acceso -tres para peatones y dos para carruajes. Además, tenía dos fuentes para servicio público, y en ella se realizaban ejercicios militares y actividades religiosas.
Más adelante pasó a ser un sitio de comercio y el 6 de agosto de 1832, el entonces gobernador de Guatemala, Dr. Mariano Gálvez emitió un decreto ordenando se levantara un edificio que sirviera como teatro en medio de la Plaza Vieja. Pero la situación política del país con constantes guerras civiles entre liberales y conservadores y un alzamiento indígena dirigido por Rafael Carrera que terminaron por derrocar a Gálvez en 1838, no permitieron que se construyera el teatro.
El proyecto fue retomado en 1852 cuando Juan Matheu y Manuel Francisco Pavón Aycinena presentaron a Rafael Carrera un nuevo plan.  Ya aprobado el proyecto, Carrera comisionó al propio Matheu y a Miguel Ruiz de Santisteban para construir el teatro. Cuando la obra se puso en marcha, estuvo a cargo del ingeniero Miguel Rivera Maestre, pero éste renunció poco después, siendo sustituido por José Beckers, profesional especializado en Alemania, quien construyó las fachadas de marcado helenismo y agregó un vestíbulo. La edificación de este teatro fue el primer proyecto monumental de la era republicana del país, aprovechando que finalmente éste vivía una época de paz y prosperidad.

## Las artes durante el gobierno conservador
Cuando se construyó el teatro sólo se permitió que actuaran en él compañías de ópera y se le vedó el ingreso a los cómicos, quienes 
por entonces estaban fuera de la ley social. Durante mucho tiempo los actores estuvieron excluidos del derecho común, pues la profesión dramática no era considerada como un oficio honorable. Aunque hacia el final del gobierno conservador se les permitió actuar en el teatro.
A pesar de ello, un género popular en los barrios eran los entremeses y las loas. Los primeros se representaban por la Pascua de Navidad, al son de los chinchines, los pitos de agua y los tambores; las segundas se hacían al aire libre, en teatros improvisados, en medio del ruido atronador de bombas, cohetes y de los toritos de fuego. A pesar de que la loa es un género de arte dramático, abandonado en España hacía siglos, en Guatemala se seguía presentando, divirtiendo al espectador con sus figuras alegóricas.
Aparte de la ópera, se presentaron cuerpos coreográficos, los cuales inicialmente alteraron el pudor de las madres de la época, quienes se escandalizaron al ver la desnudez de las bailarinas.  Se cuenta que cuando llegaba la hora del baile, se cubrían la mitad del rostro con sus abanicos, haciendo que sus hijas o se salieran de los palcos o volvieran las espaldas hacia el escenario. Llegaron incluso a solicitar a los empresarios que dejaran el baile para de último, para poderse retirar junto con sus hijas.
En cuanto a la música, algunos nombres célebres entre los artistas guatemaltecos fueron: 
- Benedicto Sáenz: compositor
- Juan de la Cruz: compositor de sonecitos de Pascua
- Anselmo Sáenz: violista y compositor - siendo su obra más conocida El Pavo Real[10]

## Remodelación y cambio de nombre

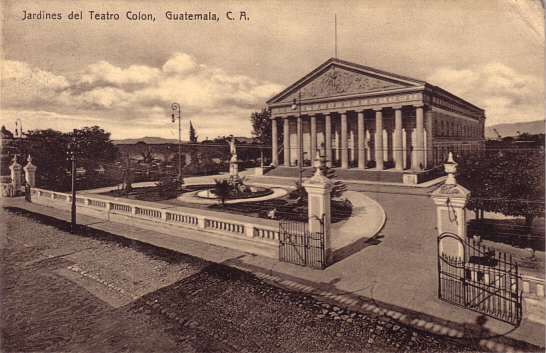
Teatro Colón tras su remodelación en 1892.

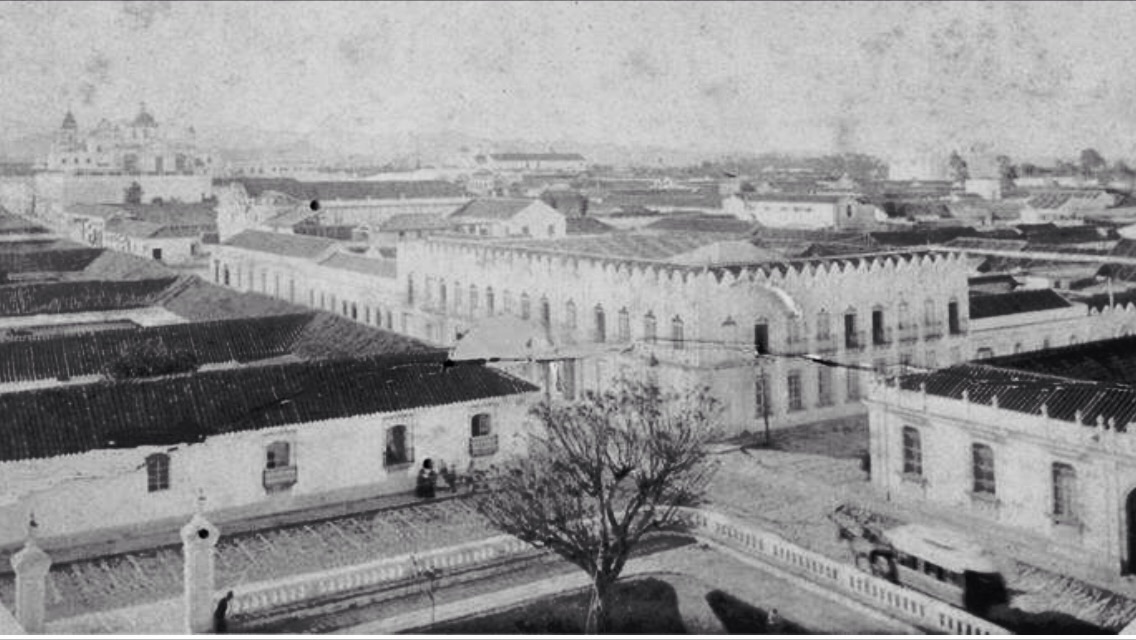
Vista del edificio Recinos y de la Catedral desde el tejado del Teatro a principios del siglo xx.

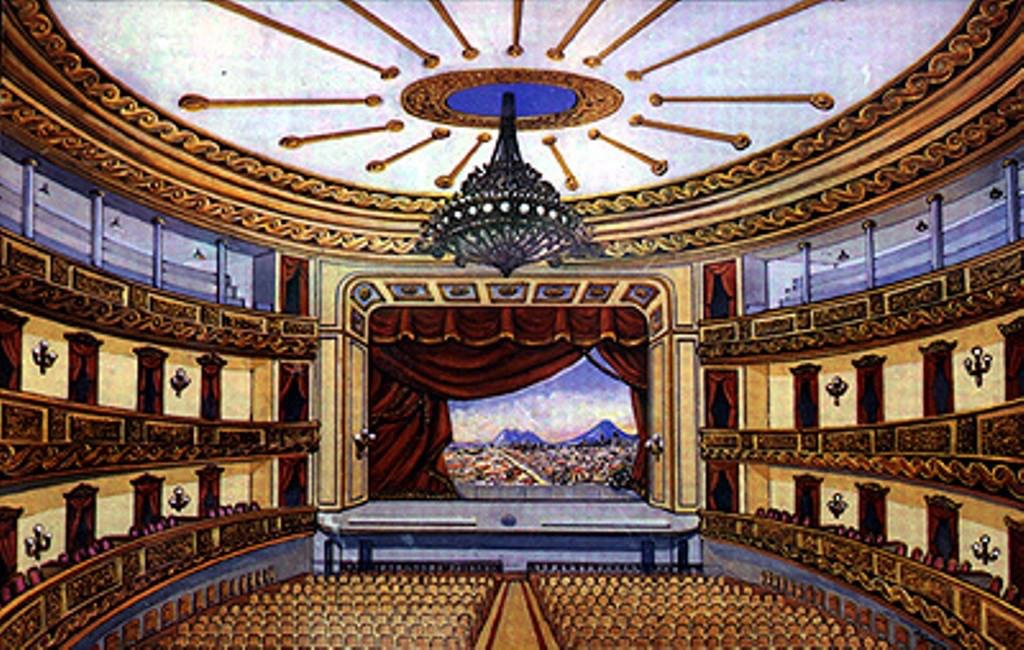
Interior del Teatro Carrera. Acuarela de 1890. Las butacas estaban forradas con tela parisina y el techo estaba recubierto de corcho para que el sonido en las presentaciones fuera envolvente.

En la Guía Appleton de México y Guatemala de 1884, el teatro fue descrito así: «En el centro de la plaza está el Teatro, igual en tamaño y elegancia a cualquiera de la América española.  Hileras de naranjales y otros árboles de flores brillantes y fragancias deliciosas rodean al edificio mientras que estatuas y fuentes colocadas a ciertos intervalos embellecen aún más el paseo.
Tras la Reforma Liberal de 1871, el teatro se llamó simplemente Teatro Nacional. Y es con este nombre cuando tiene lugar en 1886 la primera representación de El ángel caído, obra de Vicenta Laparra de la Cerda, que se considera la obra fundacional del teatro nacional de Guatemala.
Cuando se aproximaba la conmemoración del cuarto centenario del Descubrimiento de América en 1892, se elevó un frontón triangular en dos o tres metros, para darle más elegancia sustituyéndose el escudo de la República de Guatemala del gobierno conservador de Rafael Carrera por una alegoría en alto relieve.  Removieron los naranjos que crecían a la orilla de la banqueta las estatuas mitológicas y las fuentes que remataban las esquinas de la octava y novena calles, en la parte oriental de la plazoleta y se embelleció el paseo con modernos jardines y artísticas grutas y se erigió el busto de José Batres Montúfar, en el ángulo noroeste del parque. La comunidad italiana que radicada en Guatemala donó una estatua del marino genovés Cristóbal Colón, la cual fue colocada al lado del Teatro, el que se llamó desde entonces «Teatro Colón». El Teatro Nacional fue rebautizado como «Teatro Colón» como parte de los festejos del Cuarto Centenario, aprovechando el donativo de la Colonia Italiana.
Los trabajos de remodelación del Teatro se hicieron durante el gobierno del general Manuel Lisandro Barillas Bercián, mientras que la renovación de la plazoleta fue concluida por la administración del general José María Reina Barrios, quien recibió el gobierno en  marzo de 1892.  La remodelación del teatro se hizo para dar cabida a una compañía de ópera italiana, contratada por el gobierno para la temporada 1892-1893, y que incluía una primadona dramática y una ligera, una contralto y una mediosoprano, una contraprimaria, y seis damas de coro, con maestro director de orquesta y uno, director del coro, seis cantantes varones y seis bailarines. Para que el teatro pudiera ser digno de los festejos, también se aprobó una erogación de fondos especial para el efecto, pues adicionalmente, la colonia italiana había ordenado levantar en una plazoleta al frente del edificio, un monumento al descubridor, como obsequio para la tierra que los había acogido.  La construcción de la plazoleta para la estatua de Colón y los festejos del cuarto centenario fueron realizados por el gobierno del general Reina Barrios, pues Barillas le entregó el poder en marzo de 1892; la primera piedra para la estatua de Colón en la plazoleta frente al Teatro se colocó el 12 de octubre de 1892, como parte de los festejos al Cuarto Centenario, en presencia del presidente Reina Barrios y su gabinete de gobierno.
| Decreto 450 de la República de Guatemala, del 30 de septiembre de 1892 Considerando: «Que la Colonia Italiana desea obsequiar a la República de Guatemala, en testimonio de simpatía, una estatua de Cristóbal Colón, que será colocada en la Plazuela del Teatro Nacional». «Que el gobierno al aceptar con benevolencia tan valioso donativo, no puede menos que dictar una disposición apropiada, que corresponda a la gratitud del pueblo guatemalteco hacia el marino distinguido que hizo figurar al Nuevo Mundo en el concurso de los continentes civilizados.» Por tanto, en Consejo de Ministros, decreta: Artículo único: «Desde esta fecha en adelante, el Teatro Nacional de Guatemala, se denominará Teatro Colón». —José María Reina Barrios |

## Destrucción

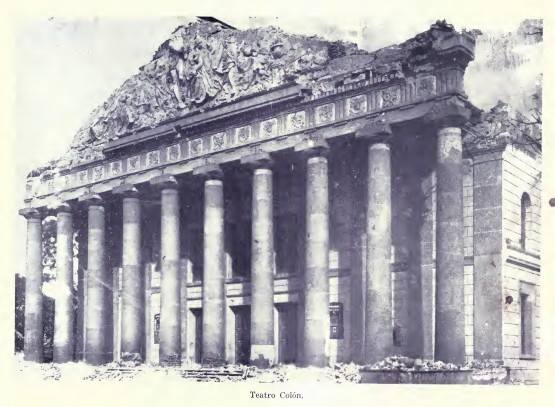
Teatro Colón luego de los terremotos de 1917-1918.

El Teatro Colón fue dañado por los terremotos de 1917-18; al respecto el escritor Enrique Gómez Carrillo escribió: «Todo ha desaparecido. ¡Todo! El teatro en que por primera vez oí los acentos de la pasión legendaria, se ha convertido en la tumba de un centenar de seres humanos.»
Permaneció en ruinas hasta 1923; no fue demolido antes, primero por la incapacidad del gobierno del licenciado Manuel Estrada Cabrera para realizar las labores de descombramiento y luego por la revolución de 1920 para derrocar al presidente Estrada Cabrera, y el golpe de Estado de 1921 del general José María Orellana que derrocó al presidente Carlos Herrera.  En su lugar se instaló un mercado cantonal.